# Prejna, Mehedinți
Prejna este un sat în comuna Balta din județul Mehedinți, Oltenia, România. Se află în partea de nord a județului,  în Podișul Mehedinți.